# Ruby on Rails
Ruby on Rails, també conegut com a Rails o RoR, és un entorn de treball de codi obert d'aplicacions Web escrit en llenguatge de programació Ruby i sota llicència MIT que proposa augmentar la rapidesa i facilitat amb què es poden crear aplicacions web. Rails és un entorn de treball basat en el patró Model-Vista-Controlador que dona estructures per defecte per a bases de dades, serveis web i pàgines web.
També ofereix un entorn d'esquelets de codi (scaffold).

## Filosofia
Els principis fonamentals de Ruby on Rails inclouen No et repeteixis (de l'anglès Don't repeat yourself, DRY) i Convenció sobre configuració.
No et repeteixis significa que les definicions haurien de fer-se una sola vegada. Atès que Ruby on Rails és un framework de pila completa, els components estan integrats de manera que no cal establir ponts entre ells. Per exemple, a ActiveRecord, les definicions de les classes no necessiten especificar els noms de les columnes; Ruby pot esbrinar-ho a partir de la pròpia base de dades, de manera que definir-los tant en el codi com en el programa seria redundant.
Convenció sobre configuració significa que el programador només necessita definir aquella configuració que no és convencional. Per exemple, si hi ha una classe Història en el model, la taula corresponent de la base de dades és històries, però si la taula no segueix la convenció (per exemple blogposts) ha de ser especificada manualment (set_table_name blogposts). Així, quan es dissenya una aplicació partint de zero sense una base de dades preexistent, el fet de seguir les convencions de Rails significa usar menys codi (tot i que el comportament es pot configurar si el sistema ha de ser compatible amb un sistema heretat anterior).